# Historia ambiental de América Latina

América Latina

La historia ambiental de América Latina se ha convertido en el foco de una serie de estudios a partir de los últimos años del siglo XX, pero ya los historiadores anteriores reconocieron que el medio ambiente desempeñó un papel importante en la historia de la región. La historia ambiental en general se ha desarrollado como un campo especializado, aunque amplio y diverso. De acuerdo a una evaluación del campo, los académicos se han preocupado principalmente por "tres categorías de investigación: colonialismo, capitalismo y conservación" y el análisis se centra en las narrativas del deterioro ambiental. Hay varias corrientes dentro del campo: una examina a los humanos dentro de los ecosistemas particulares, otra se refiere a la relación cultural de los humanos con la naturaleza, la última se concentra en la política ambiental. Los temas generales que examinan los académicos son la silvicultura y la deforestación; paisajes rurales, especialmente industrias agroexportadoras y ganaderas; conservación del medio ambiente a través de zonas protegidas, como parques y reservas; los problemas del agua, incluidos el riego, la sequía, las inundaciones y su control a través de represas, el suministro y uso de agua potable y las aguas residuales. El campo a menudo clasifica la investigación geográfica, temporal y temáticamente. Gran parte de la historia ambiental de América Latina se centra en los siglos XIX y XX, pero existe un creciente cuerpo de investigación sobre los primeros tres siglos (1500-1800) del impacto europeo. A medida que el campo se establecía como una actividad académica más definida, se fundó la revista Environmental History en 1996, como una empresa conjunta de la Forest History Society y la American Society for Environmental History (ASEH). La Sociedad Latinoamericana y del Caribe de Historia Ambiental (SOLCHA) se formó en 2004. Las obras de referencia estándar para América Latina incluyen en la actualidad una sección sobre historia ambiental.

## Estudios iniciales
Los trabajos de geógrafos y otros académicos comenzaron a centrarse en los seres humanos y el contexto ambiental en el siglo XX, especialmente por parte de Carl O. Sauer en la Universidad de California. Otros eruditos tempranos que examinaron las interacciones entre los humanos y la naturaleza fueron William Denevan, Julian Steward, Eric Wolf y Claude Lévi-Strauss. En términos de impacto, sin embargo, The Columbian Exchange (1972) de Alfred W. Crosby fue una obra relevante, y una de las primeras en tratar los profundos cambios ambientales desencadenados por el asentamiento europeo en el Nuevo Mundo. El libro examina una variedad de influencias e impactos en América Latina, especialmente durante el período de los primeros contactos con los europeos, incluidas las enfermedades epidémicas y la importación de animales y plantas del Viejo Mundo, así como el desarrollo de la ganadería y la agricultura a gran escala. Crosby desarrolló aún más el tema en Ecological Imperialism (2004). Arqueólogos como Richard MacNeish llevaron a cabo trabajos de campo para descubrir los orígenes de la agricultura en Mesoamérica y en los Andes, proporcionando una larga línea de tiempo para los cambios provocados por el hombre en el medio ambiente antes de la llegada de los europeos. William Denevan argumentó específicamente en contra del "mito prístino" de la falta de impacto humano en el medio ambiente antes de 1492.

## Uso de la tierra antes del contacto con los europeos
Los historiadores ambientales han sido criticados por lo que se denomina "recentismo", es decir, examinar preponderantemente los problemas ambientales del siglo XX. Obras de arqueólogos e historiadores que se centran en la época colonial en América Latina (1492-1825), que en ese momento no denominaron “historia ambiental”, son una réplica a esa crítica. La actividad humana dio forma al medio ambiente de América Latina mucho antes de la llegada de los europeos a fines del siglo XV. En el centro de México y en la cordillera de los Andes surgieron civilizaciones porque los grupos indígenas podían producir excedentes agrícolas de carbohidratos nativos, maíz y patatas. Estos excedentes permitieron la diferenciación social y la jerarquía, grandes asentamientos con arquitectura monumental y estados políticos que podían exigir mano de obra y tributos de poblaciones en crecimiento. Hubo una alteración significativa del paisaje natural para crear más tierra cultivable y productiva. La agricultura en Mesoamérica (la región del centro y sur de México y América Central), se caracterizó por métodos agrícolas intensivos para impulsar su producción de alimentos y darles una ventaja competitiva sobre los pueblos menos hábiles. Estos métodos agrícolas intensivos incluían canales, terrazas, campos elevados, campos con surcos, chinampas, el uso de heces humanas como fertilizante, pantanos estacionales o bajos, uso de estiércol de los bajos para crear campos fértiles, diques, represas, irrigación, depósitos de agua, varios tipos de sistemas de almacenamiento de agua, sistemas hidráulicos, recuperación de pantanos, sistemas de tala y quema y otras técnicas agrícolas que aún no se han entendido completamente. El maíz era el centro de la dieta indígena. Los factores ambientales ahora se consideran cruciales en el colapso maya, cuando la arquitectura monumental dejó de erigirse en la región maya del sur. La deforestación fue causada por la actividad humana. La sequía pudo haber sido un factor derivado de la deforestación. Cuando los españoles comenzaron a explorar América Central a principios del siglo XVI, había 600 años de crecimiento selvático y solo ruinas de las estructuras monumentales, pero las poblaciones humanas persistieron en números más pequeños y asentamientos dispersos, practicando la agricultura de subsistencia. Estas poblaciones mayas disminuidas demostraron ser más resistentes a la conquista y consolidación europea que lo que aconteció durante la conquista del Imperio azteca. El pueblo maya no desapareció, y a menudo se adaptó de manera más sostenible a la naturaleza. En los Andes, las terrazas de las laderas empinadas permitieron el cultivo de la tierra, siendo la patata la principal fuente de carbohidratos. Se domesticaron llamas y alpacas. Si bien las llamas podían transportar cargas de hasta 50 kilos, no se las aprovechaba para las labores agrícolas. Ambos eran fuentes de proteína dietética. En áreas no aptas para la agricultura sedentaria, generalmente había pequeños grupos de personas, a menudo grupos de parientes extendidos, que se dedicaban a la caza y la recolección según el género. No había grandes animales domesticados aptos para la domesticación que pudieran usarse como bestias de carga o transporte. Cuando los españoles introdujeron los caballos en las regiones desérticas y semiáridas, fueron adquiridos por muchos grupos indígenas, transformando sus formas de vida.

## Transformaciones ambientales (1500-1825)
Los pueblos indígenas habían moldeado el medio ambiente y utilizado sus recursos, pero los europeos cambiaron el medio ambiente de manera aún más significativa con la extracción de recursos a gran escala, especialmente la minería, así como la transformación de la agricultura en cultivos para alimentar a las poblaciones urbanas y la introducción del ganado. utilizado para alimentos, cuero, lana y sebo. La deforestación aumentó a un ritmo acelerado y los europeos se apropiaron de los recursos hídricos.

### Enfermedades y colapso demográfico

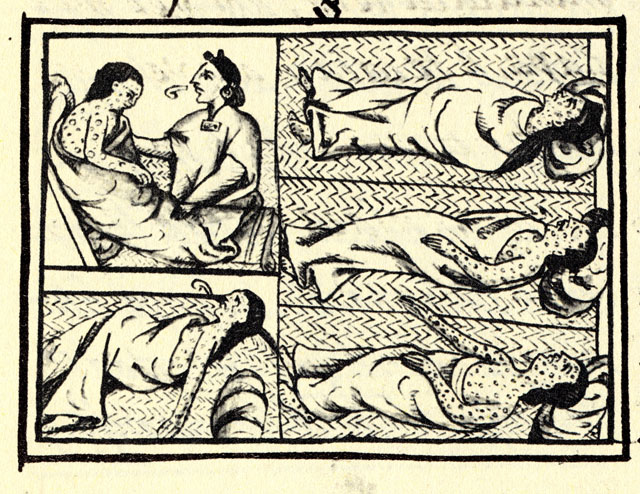
Representación indígena mexicana de la viruela durante la conquista española del imperio azteca; fue una de las enfermedades que asolaron a las poblaciones sin resistencia.

Con la importación deliberada de plantas y animales del Viejo Mundo y la propagación no intencional de enfermedades traídas por los europeos (viruela, sarampión y otras) cambió el entorno natural en muchas partes de América Latina. Las enfermedades europeas devastaron a las poblaciones indígenas. La catástrofe demográfica de los nativos en las islas colonizadas primero por los europeos provocó su exploración de otras en el Caribe y el saqueo de esclavos, con consecuencias para la demografía general del Caribe. Luego, a medida que los europeos exploraron y se asentaron más, la catástrofe demográfica se repitió aún más en el siglo XVI. Recientemente, los científicos han estado considerando si la pérdida de población tuvo un impacto en los niveles de dióxido de carbono, lo que bien podría haber llevado a la  Pequeña Edad de Hielo.

### Los productos básicos y el medio ambiente en la era colonial temprana

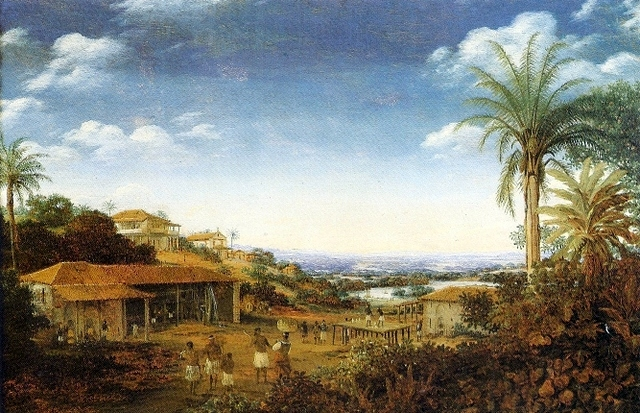
Complejo azucarero ("engenho") en el Brasil colonial. Fran Post.

La extracción de oro a destajo en el Caribe no tuvo una gran influencia en el medio ambiente natural, pero un impacto devastador en las poblaciones indígenas. Los europeos buscaron mano de obra indígena preferentemente para la minería con exclusión de otras actividades, incluido el cuidado de los cultivos. Los europeos iniciaron la introducción de esclavos en otras partes del Caribe. Se encontró que Venezuela y las islas de Cubagua y Margarita tenían ricos yacimientos de ostras perleras. Los nativos de la región los habían recolectado durante mucho tiempo y los habían intercambiado con los europeos. La demanda de perlas por parte de los europeos aumentó y los cuidadosos y selectivos métodos indígenas dieron paso a la destrucción masiva de los criaderos de ostras por parte de los españoles con dragas. La corona española intervino para tratar de evitar una mayor destrucción, prohibiendo las dragas e intentando mantener sostenibles las pesquerías de ostras. Desconocían las condiciones ambientales que necesitaban las ostras perleras para producir su tesoro: la salinidad y la temperatura adecuadas del agua y el tipo óptimo de fondo marino. Pero la recolección poco sofisticada de perlas destruyó claramente la sostenibilidad de los criaderos de ostras.
La búsqueda de un producto de exportación de alto valor también resultó en que los españoles introdujeran el cultivo de caña de azúcar y la importación de esclavos africanos como principal fuerza laboral. Los esclavos africanos fueron traídos a la fuerza a principios del siglo XVI y se establecieron plantaciones de azúcar en la isla La Española (ahora dividida entre Haití y la República Dominicana). Los españoles y portugueses habían establecido plantaciones de azúcar en las islas del Atlántico frente a la costa africana, en Madeira, Santo Tomé y las Islas Canarias. El cultivo de caña de azúcar a menudo requería la limpieza de la tierra, pero lo más destructivo para los bosques era la necesidad de madera para alimentar la ebullición del jugo de caña para formar azúcar húmeda pero sólida adecuada para el transporte marítimo. La tala de árboles se inició en la isla La Española y posteriormente también en otras islas. La deforestación tuvo un impacto ambiental con la expansión del cultivo de azúcar. No solo se talaron árboles y se quemaron áreas para crear campos, sino que los bosques más allá de los campos fueron la fuente de madera para procesar el jugo de caña crudo en azúcar refinada que podría exportarse. Dado que la caña de azúcar debe procesarse inmediatamente después de su corte, las refinerías de azúcar (portugués: engenhos, español: trapiches o ingenios) debían ubicarse cerca de los campos, ya que el jugo de caña se filtraba de la caña cortada casi de inmediato. El agotamiento de los suelos y la destrucción de los bosques no era sostenible, pero los europeos veían la tierra como un recurso abundante y, por lo tanto, que no valía la pena conservar. En las islas del Caribe, los límites de la deforestación generalizada y el agotamiento del suelo eran evidentes. No se hicieron planes a largo plazo, ya que los europeos a menudo se mudaron a lo que esperaban que fueran regiones más prometedoras. Esto sucedió en el Caribe temprano una vez que los europeos conquistaron los imperios azteca e inca. El azúcar de caña se convirtió en el principal producto de exportación del Brasil portugués y en las islas del Caribe que otras potencias europeas arrebataron a España. 

### Minería de plata y mercurio

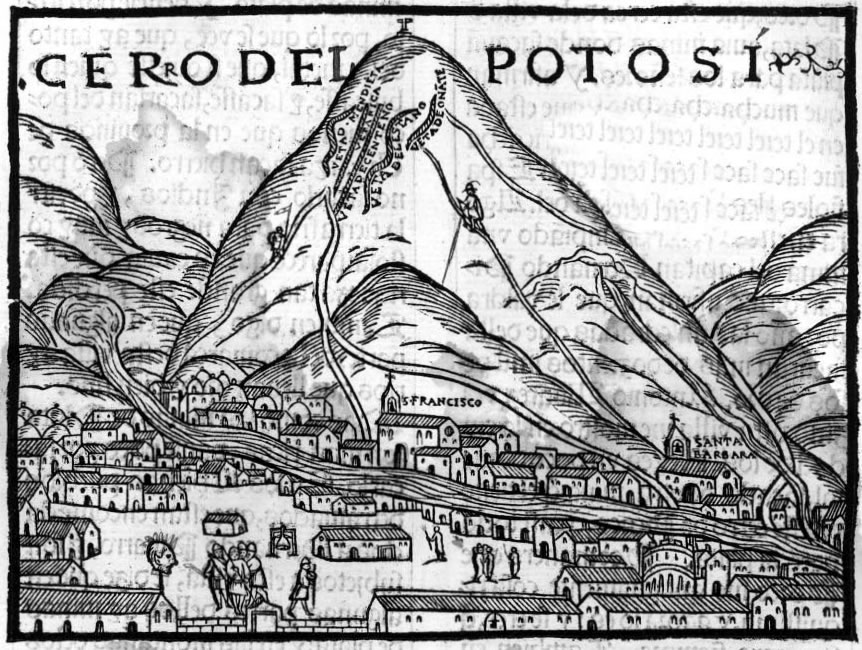
Cerro Rico del Potosí, la primera imagen de montaña de plata en Europa. Pedro Cieza de León, 1553

Las esperanzas que tenían los europeos de encontrar fuentes fácilmente explotables de metales preciosos se desvanecieron con la ocupación española en el Caribe. La extracción de oro con mano de obra indígena forzada produjo cantidades relativamente pequeñas y no tuvo un gran impacto ambiental nocivo para el paisaje, pero el costo para las poblaciones indígenas fue considerable. El exceso de trabajo contribuyó a su rápida desaparición. A partir de la década de 1540, la plata se convirtió en el principal metal precioso explotado por los empresarios mineros españoles bajo licencia de la corona. Hubo varios sitios mineros en el norte del Virreinato de Nueva España, particularmente en Guanajuato y Zacatecas, ambos fuera de la zona de asentamiento indígena denso. En el altiplano de los Andes, allí una sola montaña, el Cerro Rico, en Potosí, Alto Perú (hoy Bolivia) era rica en vetas de plata. Tanto en México como en Perú, la minería de pozos profundos requería una gran cantidad de trabajadores, pero la huella en el medio ambiente no fue causada principalmente por las minas mismas. Procesar la plata pura del mineral de plata requería costos ambientales considerables. Alrededor de los sitios mineros, hubo una deforestación masiva, ya que el procesamiento inicial se realizaba calentando el mineral separando la plata fundida. El auge inicial de la plata terminó, en buena parte, porque el combustible para procesar el mineral se agotó debido a la deforestación. Tanto en México como en Perú, la introducción de la amalgama de mercurio para procesar el mineral resultó en la reactivación de la minería y en impactos ambientales más insidiosos y de largo plazo. 
El mercurio fue extraído en Almadén, España y enviado a México en bolsas de cuero y transportado a los sitios mineros en mula. Al igual que la plata, el mercurio era un monopolio de la corona, por lo que la corona esperaba obtener la máxima riqueza de este recurso. Los costos de la minería, el transporte transatlántico y el transporte terrestre se sumaron a los costos para los empresarios mineros. Los altos costos del mercurio a menudo resultaron en el abandono de sitios mineros, ya que tuvo un impacto en la rentabilidad. En el siglo XVIII, la corona española calculó que reducir el costo del mercurio para los mineros en México daría como resultado una mayor producción de plata. El respiro del medio ambiente del norte de México por el envenenamiento por mercurio terminó y el siglo XVIII vio un auge en la producción de plata. En Perú, había una fuente local de mercurio, la mina Huancavelica, lo que abarataba los costos de producción, pero con un costo mucho mayor para el medio ambiente humano y natural de la región. La toxicidad del mercurio se conocía en ese momento, aunque la ciencia no la había investigado. Cuando se descubrió mercurio en cantidades significativas en Huancavelica, la industria minera de plata de Perú pudo recuperar sus niveles anteriores de producción. El trabajo indígena forzado estaba dirigido a la extracción de mercurio, que los indígenas consideraban con razón una sentencia de muerte. Los funcionarios españoles también conocían el impacto sobre las poblaciones humanas, pero no modificaron sus políticas de trabajo forzoso, ya que identificaron correctamente el mercurio como la clave para la producción continua de plata y la riqueza del Imperio español. 
La degradación ambiental fue significativa. La extracción de mercurio en pozos profundos puso a los mineros en contacto directo con el elemento y fueron sus primeras víctimas. Sin embargo, dado que el mercurio se volatilizaba en el procesamiento del mineral de plata y solo se recapturaba parcialmente, su impacto en poblaciones humanas y animales más grandes fue más generalizado, ya que puede ser absorbido por la respiración. El mercurio también llegó a la cuenca, envenenando los suministros de agua. El impacto tóxico da como resultado daño a los nervios, induciendo al deterioro muscular y trastornos mentales, infertilidad, defectos de nacimiento, asma y fatiga crónica, por nombrar solo algunos. Huancavelica produjo aproximadamente 68,000 toneladas métricas de mercurio, las cuales se difundieron en el aire y agua de Potosí.

### Problemas de agua

#### Conflictos étnicos
A medida que las poblaciones europeas aumentaron en áreas con asentamientos indígenas y agricultura existentes, también lo hicieron conflictos por el acceso al agua. En la Puebla colonial, México, las élites europeas se apropiaron cada vez más del agua que las comunidades indígenas necesitaban para su agricultura, con resultados nocivos para ellas.

#### Inundaciones urbanas
En general, la presencia o ausencia de suficiente agua fue un determinante importante de dónde se producirían los asentamientos humanos en la América Latina preindustrial. En la época colonial no se emprendieron proyectos de riego a gran escala. Sin embargo, el gran proyecto hidráulico para drenar el sistema lacustre central de la Cuenca de México, conocido como Desagüe, se emprendió para tratar de controlar las inundaciones en la capital virreinal de la Ciudad de México. Decenas de miles de indígenas se vieron obligados a trabajar en el proyecto, lo que desvió su mano de obra de las empresas agrícolas. Aunque el proyecto absorbió cantidades masivas de trabajo humano forzado, no fue hasta finales del siglo XIX cuando se completó el proyecto de drenaje.

#### Acueductos

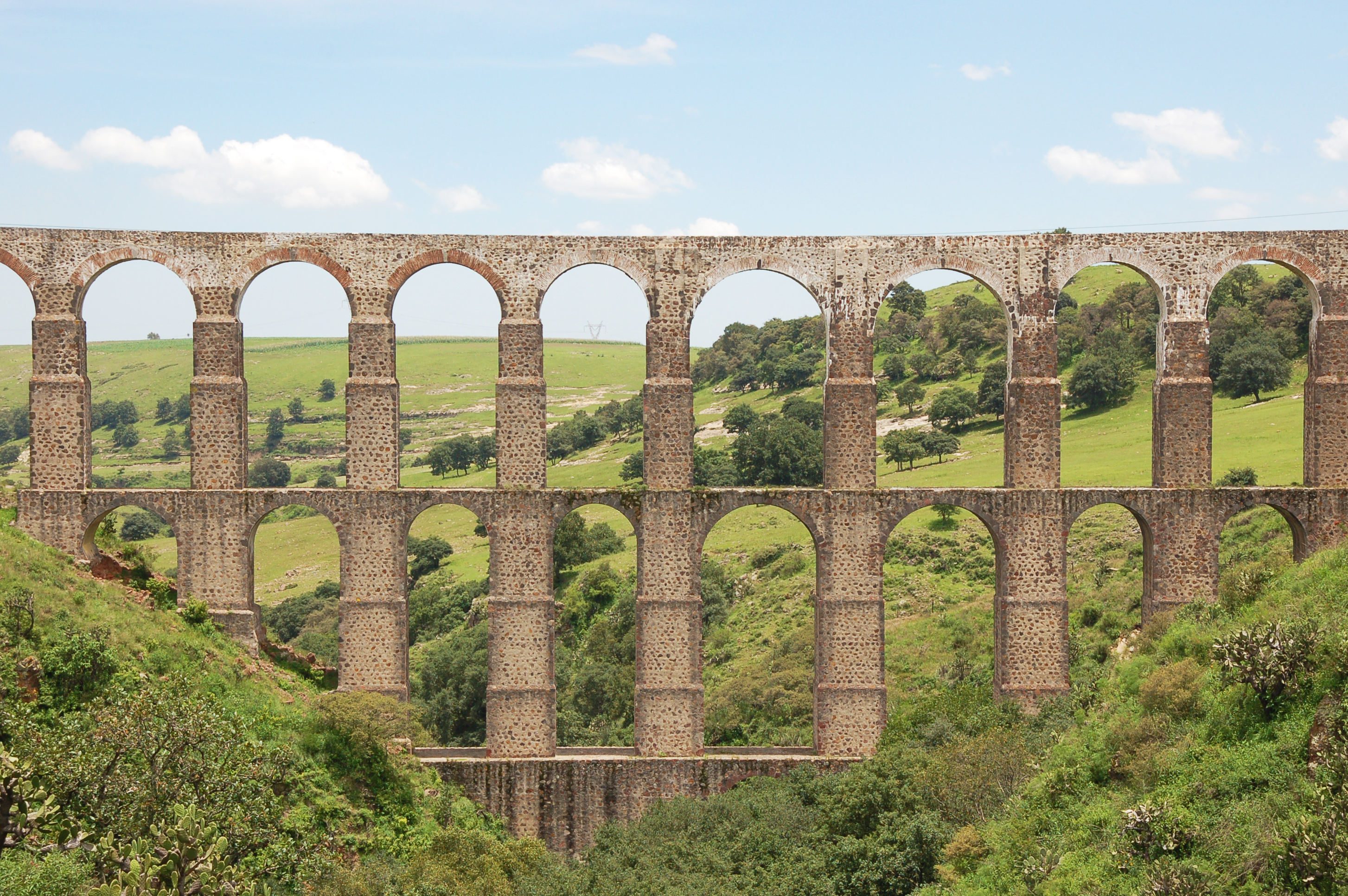
Acueducto de los Arcos, cerca de Tepotzotlán, México

Se construyeron acueductos para abastecer de agua potable a los centros urbanos. Antes de la conquista española en 1521, los aztecas habían construido un acueducto desde un manantial en Chapultepec ("colina del saltamontes") hasta Tenochitlán para proporcionar agua dulce a la población urbana de casi 100.000 habitantes. Tenía tubería doble para que el mantenimiento del acueducto no cortara el suministro de agua a la capital azteca. El acueducto se construyó con madera, piedra tallada y tierra compactada, con partes hechas de troncos ahuecados, lo que permitía que las canoas navegaran por debajo. Durante la conquista española del imperio azteca, Hernán Cortés se dio cuenta de la importancia del acueducto de Chapultepec para los aztecas y cortó el suministro de agua a Tenochtitlan. En la época colonial el acueducto siguió funcionando, con 904 arcos y un camino al aire libre para el agua potable. A fines del siglo XIX, se llevaron a cabo importantes obras hidráulicas públicas para crear una red de agua dulce entubada hacia la Ciudad de México, ya que las ideas científicas habían identificado el agua como vector de enfermedades. Poco después de la conquista española, se construyó el acueducto de Acámbaro en Guanajuato. El acueducto de Zacatecas fue construido para abastecer de agua potable al importante centro minero. Un acueducto en estilo romano en Querétaro se completó en 1738 para proporcionar agua potable a la capital provincial de Querétaro. Fue financiado de forma privada por Juan Antonio de Urrutia y Arana. Funcionó hasta el siglo XX  para suministrar agua potable a la ciudad y continúa suministrando agua a las fuentes de agua de la ciudad. Otros acueductos de la época colonial son el acueducto de Morelia, el acueducto de El Saucillo en Huichapan, estado de Hidalgo; el acueducto de Chihuahua; el acueducto de Guadalupe en la Villa de Guadalupe, en el norte de la Ciudad de México; otro construido cerca de la capital fue el acueducto de Santa Fe; y también el acueducto de Tepozotlán. Aunque muchos acueductos se construyeron en la época colonial, no se han realizado estudios sobre su impacto en las cuencas hidrográficas locales. 

### Agricultura y ganadería
Gran parte de la literatura sobre el medio ambiente y la expansión de la agricultura y la ganadería de ganado vacuno y ovino posterior a 1492 cae en la categoría de degradación o destrucción ambiental, lo que los estudiosos ambientales llaman “decadencia”. Un estudio inicial sobre la introducción de ovejas en México encontró que el impacto ambiental del pastoreo de ovejas en el México colonial es el tema de un estudio del Valle del Mezquital, que pasó de ser un área próspera de agricultura campesina tradicional a un dedicado pastoreo de ovejas. Las ovejas fueron uno de los animales introducidos en Hispanoamérica con importantes consecuencias para el medio ambiente. Dado que las ovejas pastan la vegetación hasta el suelo, las plantas a menudo no vuelven a crecer. La lana era un recurso económico importante para el mercado doméstico de telas en México, por lo que la cría de ovejas se expandió durante la era colonial, en muchos casos dejando destrucción ecológica. Precediendo al estudio de Elinor G. K. Melville sobre un lugar particular en el México colonial, hay un estudio sobre la transferencia de ganado vacuno y ovino a la Nueva España, así como un estudio posterior. La investigación de Ligia Herrera Jurado en Panamá indica que la selva tropical transformada en pastizales entre 1950 y 1990 superó la cantidad total perdida entre 1500 y 1950.

### Corona española y conservación
La corona española se preocupaba por la conservación de los recursos que consideraba vitales, afirmando el derecho a la expropiación del territorio que conquistaba. En la isla de Cuba, la corona intentó regular la tala de árboles necesarios para la construcción y reparación de barcos, especialmente mástiles. Aunque el azúcar era un cultivo de agroexportación valioso y en expansión, la corona mantuvo su expansión bajo control durante gran parte de la era colonial debido a la deforestación.
En el México colonial, la corona estableció un organismo oficial, el Consejo de Bosques, para preservarlos de la destrucción por la tala no regulada. El principal combustible en la época colonial era la madera, muchas veces transformada en carbón vegetal. Hubo una demanda creciente de las regiones mineras, así como de las ciudades y pueblos, de modo que, dado que los árboles se cortaron por completo en lugar de permitir que volvieran a crecer, los recursos forestales más alejados de estos sitios eran vulnerables a la deforestación. La corona vio en la deforestación una amenaza para la minería de la plata, motor de la economía del imperio, por lo que establecer regulaciones era asunto del Estado.

## Auge de los productos básicos e impacto ambiental, 1825-presente
Con la independencia de Hispanoamérica y Brasil de España y Portugal a principios del siglo XIX, los estados-nación independientes iniciaron una nueva era de utilización de recursos, que transformó América Latina, una "segunda conquista". El Imperio español y el Imperio portugués habían mantenido a raya a otras potencias, pero ahora muchos nuevos estados soberanos buscaban beneficios financieros de la empresa privada, extranjera y nacional, en la explotación del medio ambiente. 

### Nitratos

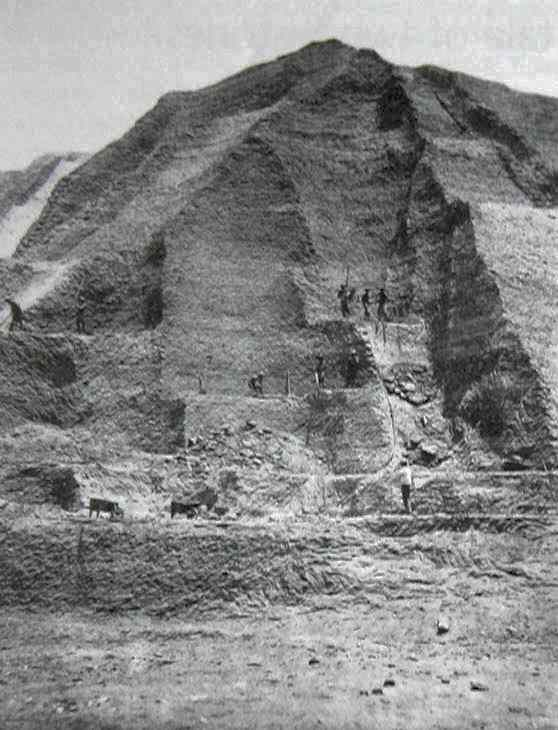
Minería de guano en las Islas Chincha frente a la costa central de Perú c. 1860.

Para Perú, los enormes depósitos de guano de aves en las islas Chincha frente a sus costas generaron ingresos para el estado, lo que facilitó su consolidación posterior a la independencia. El guano era un producto valioso, lo que provocó el control monopólico del gobierno peruano. Rico en nitratos para fertilizantes y salitre para pólvora, el guano se extraía y se enviaba directamente desde las minas. Los depósitos eran enormes, acumulados a partir de excrementos de pájaros durante un largo período de tiempo. El impacto ambiental local es difícil de evaluar, ya que las islas no estaban ocupadas por humanos. Explotar este valioso recurso era fácil, ya que solo requería palas y mano de obra reclutada. Una vez que los humanos comenzaron a extraer el guano, las aves no pudieron producir suficiente guano para reponerlo, por lo que no era una industria de exportación sostenible. España buscó recuperar el control sobre este valioso producto en su antiguo imperio, fomentando la guerra de las Islas Chincha. Chile buscó yacimientos salitreros fuera de su propio territorio, y declaró la guerra a Perú y Bolivia.

### Azúcar y deforestación
Los europeos habían supervisado el desarrollo del cultivo de caña de azúcar desde la década de 1520, utilizando mano de obra esclava africana. La demanda de azúcar siguió aumentando. Los bosques costeros de Brasil fueron destruidos sistemáticamente para expandir la cantidad de tierra para el cultivo de azúcar. El libro de Warren Dean de 1997 With Broadax and Firebrand: The Destruction of the Brazilian Atlantic Forest fue escrito como una historia ambiental de Brasil. La expansión del cultivo de azúcar en la isla de Cuba siguió a la Revolución Haitiana, que vio la destrucción de las plantaciones de azúcar de la antigua colonia francesa de Saint-Domingue en La Española. El cultivo de azúcar cubano a gran escala vio cómo la protección de la corona de los bosques cedía ante la presión de los plantadores de azúcar.

### Café
A medida que Brasil perdió cuota de mercado en la producción de azúcar, se expandió a otro producto de agroexportación, el café. El café crece mejor en las tierras altas, por lo que la deforestación en Brasil se produjo allí. Había múltiples sitios de cultivo de café en Brasil, en el valle del río Paraiba; São Paulo Colombia también se convirtió en un importante productor de café. El café en Costa Rica no podía llegar fácilmente a los mercados europeos, ya que el puerto principal del país estaba en la costa del Pacífico. El gobierno de Costa Rica contrató a Minor Cooper Keith para construir un ferrocarril al puerto de Limón en la Costa del Golfo. Keith entregó tierras que obtuvo como compensación por la construcción de la vía férrea para el cultivo de banano, que se convirtió en la principal industria del país. El requisito previo para ambas industrias era la tala de bosques para dar paso a la agricultura de plantación.

### Goma

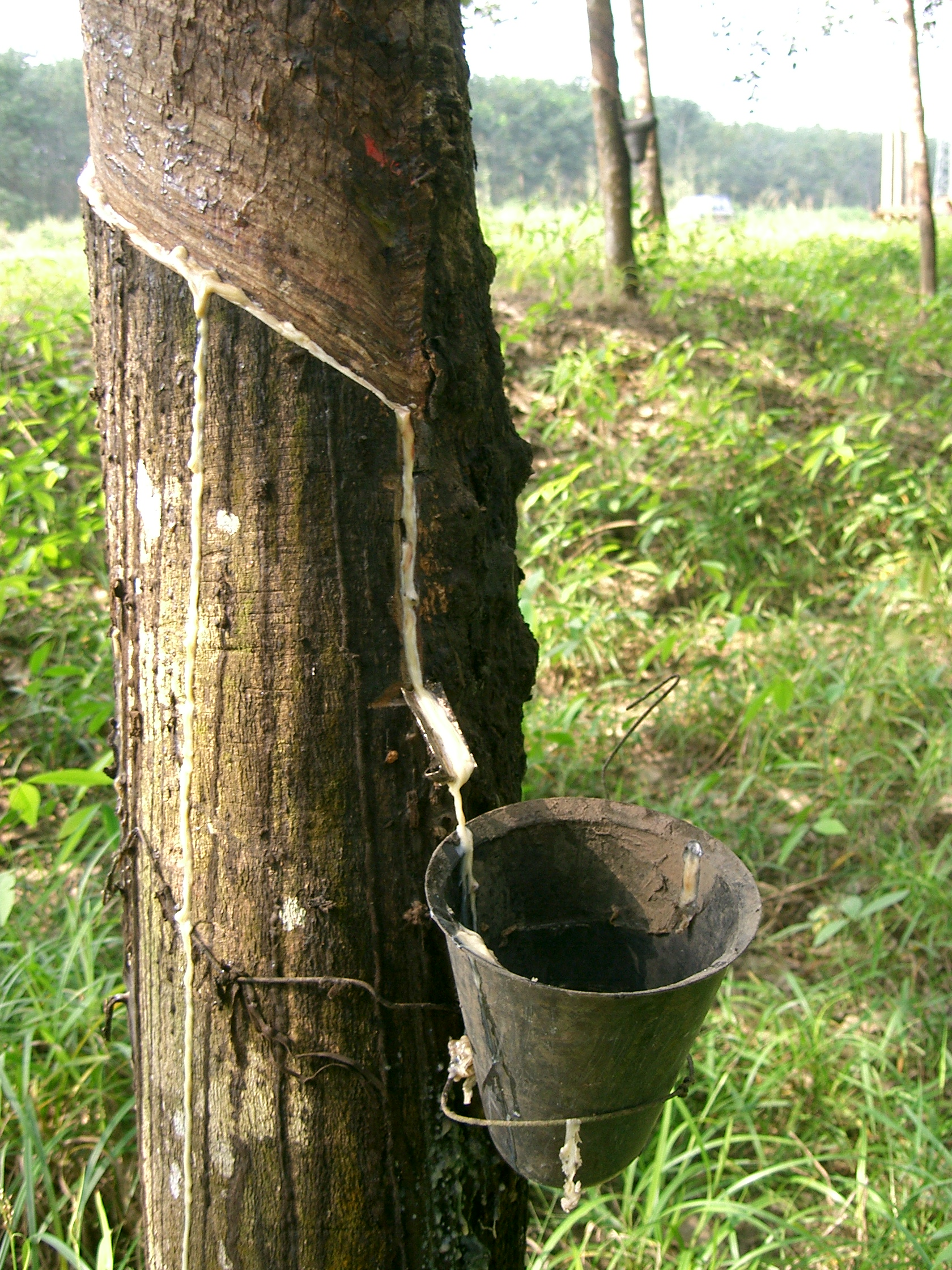
Látex que se recoge de un grifo.

Los árboles (Hevea brasiliensis) que producían látex natural crecían de forma silvestre en la Amazonía, pero el caucho no se convirtió en un importante producto de exportación hasta que la industrialización creó una demanda de neumáticos de caucho para vehículos. Comenzando alrededor de 1850, los árboles que crecían en la naturaleza fueron explotados para extraer su caucho en una forma de trabajo altamente explotadora. Los árboles fueron cortados deliberadamente y la savia de látex fue recolectada en cubos atendidos regularmente por trabajadores mal pagados. Aunque explotaba la mano de obra, la industria era una forma de extracción de recursos que no provocaba la deforestación ni la destrucción de los árboles, que podían tolerar la extracción de látex. Se requería el mantenimiento del bosque para mantener la industria viable. Produjo riqueza en Brasil para quienes controlaban la industria, con territorios con árboles divididos en dominios privados (seringais). Anteriormente, la explotación de la selva se había mantenido cerca de los ríos, pero los árboles de caucho tierra adentro dieron incentivos a los propietarios para penetrar más. Se desarrolló una gran industria que vinculaba los árboles silvestres a la mano de obra explotada, a los propietarios de extensiones de tierra, a los agentes comerciales locales, a las empresas brasileñas que comerciaban con empresas extranjeras, a las compañías navieras internacionales. Brasil finalmente fue desplazado como la principal fuente de caucho del mundo luego del robo de 1876 por un británico, Henry Wickham, quien contrabandeó 70,000 semillas de árboles de caucho amazónicos de Brasil y las entregó a los jardines botánicos reales en Kew, Inglaterra. Unas 2.500 germinaron y luego fueron enviadas a colonias británicas en India, Ceilán británico (Sri Lanka) y Malaya británica, entre otras, donde se establecieron extensas plantaciones. Malaya (ahora Malasia peninsular) se convertiría más tarde en el mayor productor de caucho. El auge del caucho en Brasil llegó a su fin, pero la conservación de los bosques que mantuvo la industria viable significó que la selva tropical amazónica de Brasil mantuvo su densidad original hasta que se inició la deforestación en la década de 1970.

### Plátanos

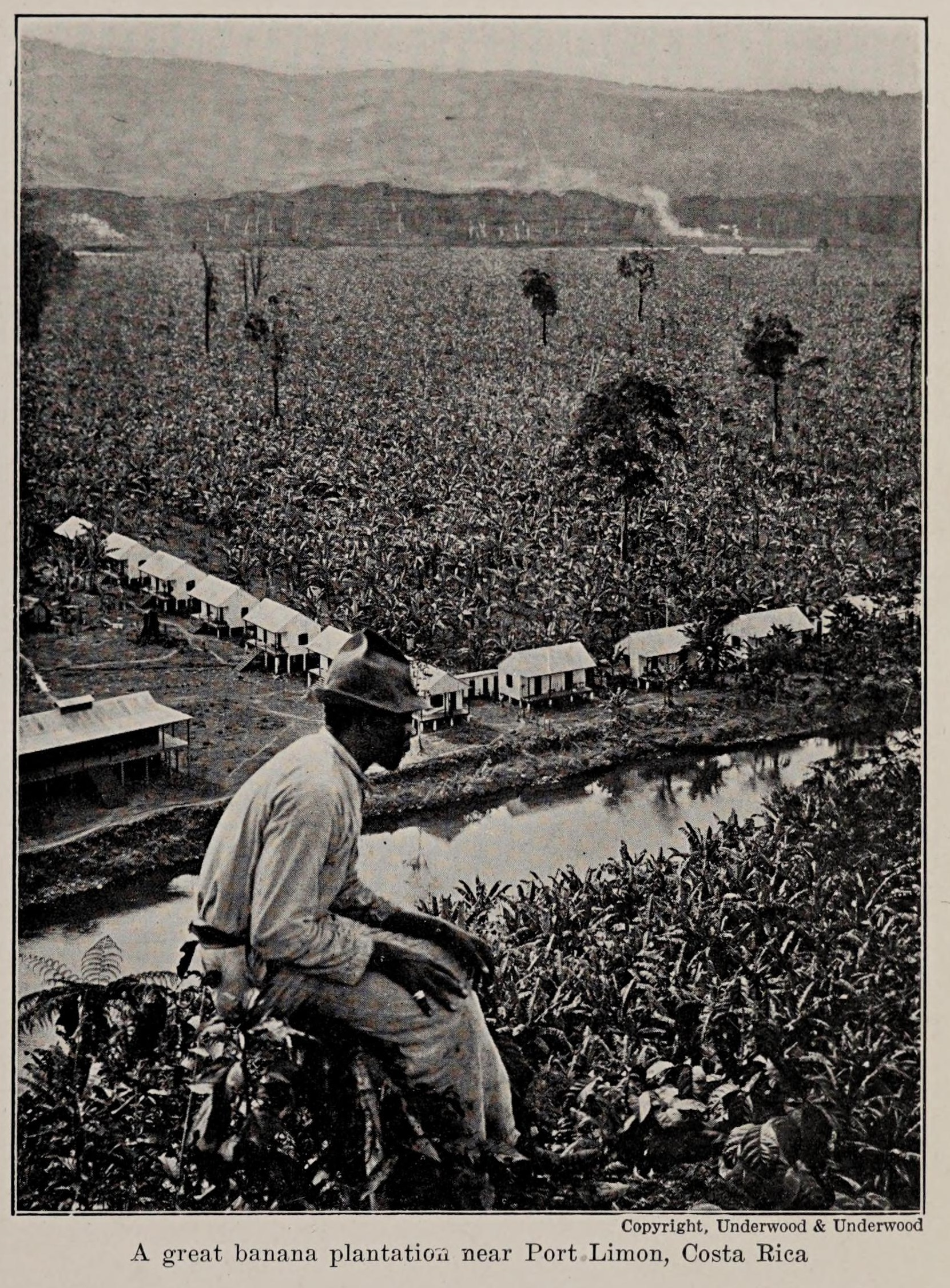
Plantación de banano cerca de Puerto Limón, Costa Rica

Los bananos son una planta tropical que se convirtió en un importante cultivo de exportación de las regiones tropicales de América Central y del Sur a finales del siglo XIX. Los bananos son relativamente fáciles de cultivar en los trópicos donde hay suficiente agua, pero no adquirieron relevancia hasta que puedieron comercializarse rápidamente y vez como industria a fines del siglo XIX en Costa Rica por el empresario estadounidense Minor Cooper Keith. Keith fue contratado por el gobierno costarricense para construir un ferrocarril al puerto de la Costa del Golfo de Costa Rica para que el principal cultivo de exportación del país en ese momento, el café, pudiera llegar más rápidamente a Europa, su principal mercado. La costa este de Costa Rica estaba densamente cubierta de bosques, por lo que construir un ferrocarril no fue fácil. Keith recibió tierras a lo largo de la vía férrea en compensación parcial, que cuando se limpiaron se convirtieron en cultivos extensivos de banano de la variedad Gros Michel ("Big Mike") (Musa acuminate) en monocultivo. El ferrocarril transportaba plátanos verdes a la costa, que se cargaban en barcos refrigerados de su propiedad, y tras la descarga de los plátanos en Nueva Orleans, la red ferroviaria utilizaba vagones refrigerados para distribuir los plátanos a las tiendas de comestibles locales. El desastre golpeó a la industria con el brote de la enfermedad de Panamá, un hongo que afectaba a las plantas de banano y que era resistente a los fungicidas. Las plantaciones de banano fueron abandonadas en las áreas afectadas por el hongo y se pusieron en cultivo nuevas áreas una vez que se destruyeron las selvas tropicales.

### La cría de ganado

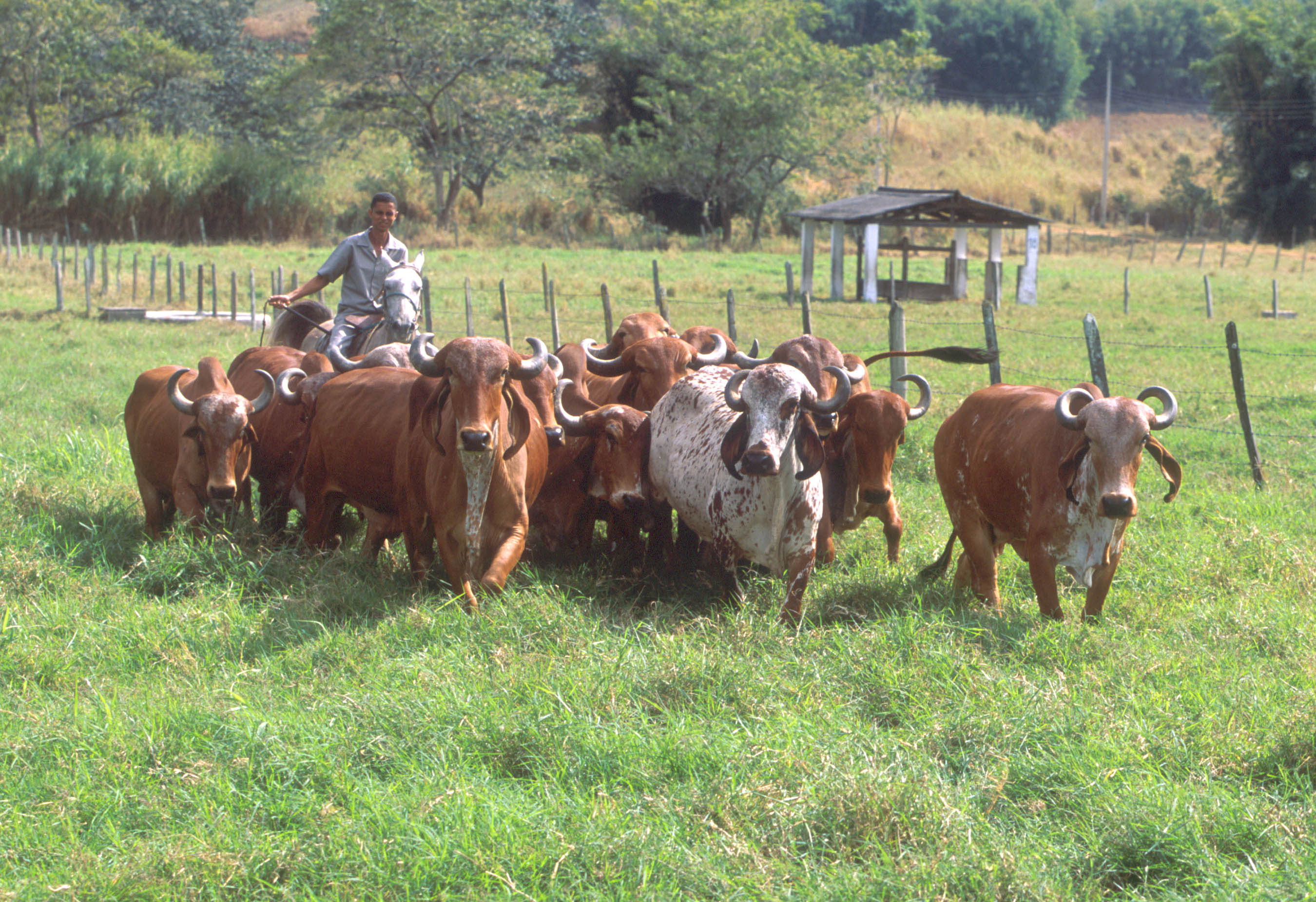
Ganado Gyr, un tipo de cebú, apreciado por su tolerancia a la salud y la resistencia a las enfermedades.

Brasil expandió y transformó la ganadería, a partir de principios del siglo XX. La ganadería tradicional contaba con pastos extensivos y pocas intervenciones humanas. La importación del sur de Asia del cebú, una raza de ganado resistente adecuada para los trópicos, fue una inversión significativa, no solo para los animales en sí, sino para el desarrollo de una industria ganadera administrada en una parte de Minas Gerais.

### General
- Boyer, Christopher R., ed. (2012) A Land Between Waters: Environmental Histories of Modern Mexico. Tucson: University of Arizona Press 2012.
- Carey Mark. "Latin American Environmental History: Current Trends, Interdisciplinary Insights, and Future Directions." Environmental History, April 2009, Vol. 14, No. 2 (APRIL 2009), pp. 221–252.
- Carruthers, David V., ed. (2008) Environmental Justice in Latin America:  Problems, Promise and Practice. MIT Press.
- Crosby, Alfred W. (1972) The Columbian Exchange: Biological and Cultural Consequences of 1492. Greenwood Publishing Co.
- Crosby, Alfred W. (1986) Ecological Imperialism: The Biological Expansion of Europe, 900-1900. Cambridge University Press.
- Davis, M. (2001) Late Victorian Holocausts: El Niño Famines and the Making of the Third World. Verso.
- Faber, Daniel. (1993) Environment Under Fire: Imperialism and the Ecological Crisis in Latin America. New York: Monthly Review Press.
- Gade, D. (1999) Nature and Culture in the Andes. University of Wisconsin Press.
- Grove, Richard H. (1995). Green Imperialism: Colonial Expansion, Tropical Island Edens, and the Origins of Environmentalism, 1600-1800. Cambridge: Cambridge University Press.
- Leal, Claudia, José Augusto Pádua, and John Soluri (eds.), “New Environmental Histories of Latin America and the Caribbean,” RCC Perspectives 2013, no. 7. doi.org/10.5282/rcc/5921.
- Martínez-Alier, Joan. (2002) The Environmentalism of the Poor: A Study of Ecological Conflicts and Valuation. Cheltenham UK: Edward Elgar.
- McNeill, J.R. (1999). "Ecology, Epidemics, and Empires: Environmental Change and the Geopolitics of Tropical America, 1600-1825." Environment and History 5 (1999): 175–84.
- McNeill, J.R. (2000) Something New Under the Sun:  An Environmental History of the Twentieth-Century World. WW Norton
- Miller, Shawn William. (2007). An Environmental History of Latin America. Cambridge University Press.
- Ouweneel, Arij. (1996) Shadows over Anáhuac: An Ecological Interpretation of Crisis and Development in Central Mexico, 1730-1800. University of New Mexico Press.
- Roberts, J. T. and N.D. Thanos. (2003) Trouble in Paradise: Globalization and Environmental Crises in Latin America. Routledge.
- Sedrez, Lise. (2011) “Environmental History of Modern Latin America” in A Companion to Latin American History, ed. Thomas H. Holloway. Wiley-Blackwell.
- Soluri, John, Claudia Leal, and José Augusto Pádua, eds. (2019). A Living Past: Environmental Histories of Modern Latin America, eds. Soluri, John, Claudia Leal, and José Augusto Pádua. New York: Berghahn. ISBN 978-1789-205138
- Sutter, Paul (2003) "What Can U.S. Environmental Historians Learn from Non-U.S. Environmental Historiography?"  Environmental History 8, no.1 (Jan. 2003): 109-129
- Wakild, Emily (2011) “Environment and Environmentalism” in A Companion to Mexican History and Culture, William H. Beezley, ed. Wiley Blackwell.

### Minería y extracción de otros recursos
- Boyer, Christopher R., ed. (2012) A Land Between Waters: Environmental Histories of Modern Mexico. Tucson: University of Arizona Press 2012.
- Carey Mark. "Latin American Environmental History: Current Trends, Interdisciplinary Insights, and Future Directions." Environmental History, April 2009, Vol. 14, No. 2 (APRIL 2009), pp. 221–252.
- Carruthers, David V., ed. (2008) Environmental Justice in Latin America:  Problems, Promise and Practice. MIT Press.
- Crosby, Alfred W. (1972) The Columbian Exchange: Biological and Cultural Consequences of 1492. Greenwood Publishing Co.
- Crosby, Alfred W. (1986) Ecological Imperialism: The Biological Expansion of Europe, 900-1900. Cambridge University Press.
- Davis, M. (2001) Late Victorian Holocausts: El Niño Famines and the Making of the Third World. Verso.
- Faber, Daniel. (1993) Environment Under Fire: Imperialism and the Ecological Crisis in Latin America. New York: Monthly Review Press.
- Gade, D. (1999) Nature and Culture in the Andes. University of Wisconsin Press.
- Grove, Richard H. (1995). Green Imperialism: Colonial Expansion, Tropical Island Edens, and the Origins of Environmentalism, 1600-1800. Cambridge: Cambridge University Press.
- Leal, Claudia, José Augusto Pádua, and John Soluri (eds.), “New Environmental Histories of Latin America and the Caribbean,” RCC Perspectives 2013, no. 7. doi.org/10.5282/rcc/5921.
- Martínez-Alier, Joan. (2002) The Environmentalism of the Poor: A Study of Ecological Conflicts and Valuation. Cheltenham UK: Edward Elgar.
- McNeill, J.R. (1999). "Ecology, Epidemics, and Empires: Environmental Change and the Geopolitics of Tropical America, 1600-1825." Environment and History 5 (1999): 175–84.
- McNeill, J.R. (2000) Something New Under the Sun:  An Environmental History of the Twentieth-Century World. WW Norton
- Miller, Shawn William. (2007). An Environmental History of Latin America. Cambridge University Press.
- Ouweneel, Arij. (1996) Shadows over Anáhuac: An Ecological Interpretation of Crisis and Development in Central Mexico, 1730-1800. University of New Mexico Press.
- Roberts, J. T. and N.D. Thanos. (2003) Trouble in Paradise: Globalization and Environmental Crises in Latin America. Routledge.
- Sedrez, Lise. (2011) “Environmental History of Modern Latin America” in A Companion to Latin American History, ed. Thomas H. Holloway. Wiley-Blackwell.
- Soluri, John, Claudia Leal, and José Augusto Pádua, eds. (2019). A Living Past: Environmental Histories of Modern Latin America, eds. Soluri, John, Claudia Leal, and José Augusto Pádua. New York: Berghahn. ISBN 978-1789-205138
- Sutter, Paul (2003) "What Can U.S. Environmental Historians Learn from Non-U.S. Environmental Historiography?"  Environmental History 8, no.1 (Jan. 2003): 109-129
- Wakild, Emily (2011) “Environment and Environmentalism” in A Companion to Mexican History and Culture, William H. Beezley, ed. Wiley Blackwell.

### Problemas de agua
- Boyer, Christopher R., ed. (2012) A Land Between Waters: Environmental Histories of Modern Mexico. Tucson: University of Arizona Press 2012.
- Carey Mark. "Latin American Environmental History: Current Trends, Interdisciplinary Insights, and Future Directions." Environmental History, April 2009, Vol. 14, No. 2 (APRIL 2009), pp. 221–252.
- Carruthers, David V., ed. (2008) Environmental Justice in Latin America:  Problems, Promise and Practice. MIT Press.
- Crosby, Alfred W. (1972) The Columbian Exchange: Biological and Cultural Consequences of 1492. Greenwood Publishing Co.
- Crosby, Alfred W. (1986) Ecological Imperialism: The Biological Expansion of Europe, 900-1900. Cambridge University Press.
- Davis, M. (2001) Late Victorian Holocausts: El Niño Famines and the Making of the Third World. Verso.
- Faber, Daniel. (1993) Environment Under Fire: Imperialism and the Ecological Crisis in Latin America. New York: Monthly Review Press.
- Gade, D. (1999) Nature and Culture in the Andes. University of Wisconsin Press.
- Grove, Richard H. (1995). Green Imperialism: Colonial Expansion, Tropical Island Edens, and the Origins of Environmentalism, 1600-1800. Cambridge: Cambridge University Press.
- Leal, Claudia, José Augusto Pádua, and John Soluri (eds.), “New Environmental Histories of Latin America and the Caribbean,” RCC Perspectives 2013, no. 7. doi.org/10.5282/rcc/5921.
- Martínez-Alier, Joan. (2002) The Environmentalism of the Poor: A Study of Ecological Conflicts and Valuation. Cheltenham UK: Edward Elgar.
- McNeill, J.R. (1999). "Ecology, Epidemics, and Empires: Environmental Change and the Geopolitics of Tropical America, 1600-1825." Environment and History 5 (1999): 175–84.
- McNeill, J.R. (2000) Something New Under the Sun:  An Environmental History of the Twentieth-Century World. WW Norton
- Miller, Shawn William. (2007). An Environmental History of Latin America. Cambridge University Press.
- Ouweneel, Arij. (1996) Shadows over Anáhuac: An Ecological Interpretation of Crisis and Development in Central Mexico, 1730-1800. University of New Mexico Press.
- Roberts, J. T. and N.D. Thanos. (2003) Trouble in Paradise: Globalization and Environmental Crises in Latin America. Routledge.
- Sedrez, Lise. (2011) “Environmental History of Modern Latin America” in A Companion to Latin American History, ed. Thomas H. Holloway. Wiley-Blackwell.
- Soluri, John, Claudia Leal, and José Augusto Pádua, eds. (2019). A Living Past: Environmental Histories of Modern Latin America, eds. Soluri, John, Claudia Leal, and José Augusto Pádua. New York: Berghahn. ISBN 978-1789-205138
- Sutter, Paul (2003) "What Can U.S. Environmental Historians Learn from Non-U.S. Environmental Historiography?"  Environmental History 8, no.1 (Jan. 2003): 109-129
- Wakild, Emily (2011) “Environment and Environmentalism” in A Companion to Mexican History and Culture, William H. Beezley, ed. Wiley Blackwell.

### Amazonia
- Brannstrom, Christian. "Was Brazilian Industrialisation Fuelled by Wood? Evaluating the Wood Hypothesis, 1900-1960." Environment and History, Vol. 11, No. 4 (November 2005), pp. 395–430 Stable URL: https://www.jstor.org/stable/20723552
- Bunker, S.G. (1985) Underdeveloping the Amazon: Extraction, Unequal Exchange, and the Failure of the Modern State. University of Illinois Press.
- Cleary, David. (2000) "Towards an Environmental History of the Amazon: From Pre-history to the Nineteenth Century." Latin American Research Review 36:2, 64-96/
- Dean, Warren. (1997) Brazil and the Struggle for Rubber: A Study in Environmental History. Cambridge University Press.
- Hecht, Susanna and Alexander Cockburn (1990). The Fate of the Forest: Developers, Destroyers, and Defenders of the Amazon. New York: Harper Perennial.
- Hochstetler, K. and M. Keck (2007) Greening Brazil: Environmental Activism in State and Society. Duke University Press.
- Radding, Cynthia. (2005) Landscapes of Power and Identity: Comparative Histories in the Sonoran Desert and the Forests of Amazonia.  Duke University Press.
- Revkin, A. (1990) The Burning Season:  The Murder of Chico Mendes and the Fight for the Amazon Rain Forest.   Houghton Mifflin.
- Weinstein, Barbara (1983) The Amazon Rubber Boom 1850–1920 Stanford University Press.

### Conservación
- Boyer, Christopher. (2015) Political Landscapes: Forests, Conservation, and Community in Mexico. Duke University Press.
- Bray, David B., et al. (2005) Community Forests of Mexico: Managing for Sustainable Landscapes. University of Texas Press.
- Cushman, Gregory Todd. (2005) "The Most Valuable Birds in the World: International Conservation Science and the Revival of Peru's Guano Industry, 1909-1965." Environmental History 10:3 477–509.
- Evans, S. (1999) The Green Republic: A Conservation History of Costa Rica. University of Texas Press.
- Keck, Margaret. (1995) "Parks, People, and Power: The Shifting Terrain of Environmentalism." NACLA Report on the Americas 28:5 (March/April 1995), 36–41.
- Miller, Shawn William. 2000. Fruitless Trees: Portuguese Conservation and Brazil's Colonial Timber. Stanford University Press.
- Simonian, Lane. (1995) Defending the Land of the Jaguar: A History of Conservationism in Mexico. University of Texas Press.
- Steen, Harold K and Richard P. Tucker, eds. (1992) Changing Tropical Forests: Historical Perspectives on Today's Challenges in Central and South America. Durham NC: Forest History Society.
- Wakild, Emily (2011) An Unexpected Environment:  National Park Creation, Resource Custodianship, and the Mexican Revolution. University of Arizona  Press.

### Bosques, agricultura y ganadería
- Bell, Stephen.  Campanha gaúcha: A Brazilian Ranching System, 1850-1920. (Stanford University Press 1998).
- Cotter, Joseph. (2003) Troubled Harvest: Agronomy and Revolution in Mexico, 1880-2002. Westport CT: Praeger.
- Díaz-Briquets, Sergio and Jorge Pérez-López, Conquering Nature: The Environmental Legacy of Socialism in Cuba, (Pittsburgh University Press 2001).
- Dean, Warren. (1995) With Broadax and Firebrand: The Destruction of the Brazilian Atlantic Forest. Berkeley: University of California Press.
- Funes Monzote, Reinaldo. From Rainforest to Cane Field in Cuba, An Environmental History Since 1492. (University of North Carolina Press, 2008
- Grandin, Greg. Fordlandia: The Rise and Fall of Henry Ford's Forgotten Jungle City. Picador Press 2010. ISBN 978-0312429621
- Melville, Elinor G.K. (1994) A Plague of Sheep: Environmental Consequences of the Conquest of Mexico. Cambridge University Press.
- Rosset, P. and S. Cunningham. (1994) The Greening of Cuba: Organic Farming Offers Hope in the Midst of Crisis. Institute for Food and Development Policy, Oakland CA.
- Scobie, James. (1964) Revolution on the Pampas: A Social History of Argentine Wheat, 1860-1910. University of Texas Press.
- Soluri, John (2005) Banana Cultures: Agriculture, Consumption, and Environmental Change in Honduras and the United States. University of Texas Press.
- Sonnenfeld, David A. (1992) "Mexico's 'Green Revolution.' 1940-1980: Towards an Environmental History. Environmental Review 16:4: 29–52.
- Super, John C. (1988) Food, Conquest, and Colonialization in Sixteenth-Century Spanish America. University of New Mexico Press.
- Topik, Steve and Alan Wells. (1997) The Second Conquest of Latin America: Coffee, Henequen, and Oil during the Export Boom, 1850-1920. University of Texas Press.
- Wilcox, Robert W. "Zebu's Elbows: Cattle Breeding and the Environment in Central Brazil, 1890-1960" in Territories, commodities, and knowledges: Latin American Environmental History in the Nineteenth and Twentieth Centuries, Ed. Christian Brannstrom. London: Institute for the Study of the Americas 2004, pp. 218–246.
- Woolley, Christopher. "The Forests Cannot be Commons": Spanish Law, Environmental Change, and New Spain's Council on Forests. The Americas 77(1)January 2020, pp. 41–71.

### Cambio climático
- Carey, Mark. In the Shadow of Melting Glaciers: Climate Change and Andean Society. New York: Oxford University Press 2010.

### Medicina y salud pública
- Eric D. Carter, Enemy in the Blood: Malaria, Environment, and Development in Argentina, (Tuscaloosa: University of Alabama Press, 2012)
- McNeill, J.R. Mosquito Empires: Ecology and War in the Greater Caribbean, 1620-1914. New York: Cambridge University Press 2010. ISBN 978-0521459105